# گلیسین واچ
گلیسین واچ (انگلیسی: Glycine Watch) شرکت ساعت‌سازی سوئیسی است، که در سال ۱۹۱۴ توسط یوجین میلان تأسیس شد.